# Diócesis de Bettiah
La diócesis de Bettiah (en latín: Dioecesis Bettiahensis y en inglés: Roman Catholic Diocese of Bettiah) es una circunscripción eclesiástica de la Iglesia católica en India. Se trata de una diócesis latina, sufragánea de la arquidiócesis de Patna. Desde el 22 de julio de 2017 su obispo es Peter Sebastian Goveas.

## Territorio y organización
La diócesis tiene 10 689 km² y extiende su jurisdicción sobre los fieles católicos de rito latino residentes en el estado de Bihar en los distritos de: Pashchim Champaran, Purba Champaran, Siwan, Gopalganj y Saran.
La sede de la diócesis se encuentra en la ciudad de Bettiah, en donde se halla la Catedral de la Natividad de la Virgen María.
En 2020 en la diócesis existían 17 parroquias.

## Historia
La diócesis fue erigida el 27 de junio de 1998 con la bula Cum ad aeternam del papa Juan Pablo II, obteniendo el territorio de la diócesis de Muzaffarpur. Previamente Bettiah había sido la sede de una prefectura apostólica del 20 de abril de 1892 al 10 de septiembre de 1919, que hoy es la arquidiócesis de Patna.

## Estadísticas
Según el Anuario Pontificio 2021 la diócesis tenía a fines de 2020 un total de 6057 fieles bautizados.
| Año                                                                             | Población            | Población  | Población      | Sacerdotes | Sacerdotes    | Sacerdotes    | Bautizados por sacerdote | Diáconos permanentes | Religiosos | Religiosos | Parroquias |
| Año                                                                             | Bautizados católicos | Total      | % de católicos | Total      | Clero secular | Clero regular | Bautizados por sacerdote | Diáconos permanentes | Varones    | Mujeres    | Parroquias |
| ------------------------------------------------------------------------------- | -------------------- | ---------- | -------------- | ---------- | ------------- | ------------- | ------------------------ | -------------------- | ---------- | ---------- | ---------- |
| 1999                                                                            | 4700                 | 11 824 988 | 0.0            | 34         | 18            | 16            | 138                      |                      | 19         | 148        | 12         |
| 2000                                                                            | 5700                 | 11 824 988 | 0.0            | 31         | 14            | 17            | 183                      |                      | 23         | 136        | 12         |
| 2001                                                                            | 5691                 | 11 824 988 | 0.0            | 31         | 13            | 18            | 183                      |                      | 26         | 141        | 12         |
| 2002                                                                            | 5710                 | 14 548 468 | 0.0            | 34         | 13            | 21            | 167                      |                      | 37         | 140        | 12         |
| 2003                                                                            | 5719                 | 14 548 488 | 0.0            | 33         | 14            | 19            | 173                      |                      | 22         | 144        | 12         |
| 2004                                                                            | 5729                 | 14 548 515 | 0.0            | 31         | 12            | 19            | 184                      |                      | 22         | 137        | 12         |
| 2006                                                                            | 5761                 | 14 706 000 | 0.0            | 32         | 13            | 19            | 180                      |                      | 21         | 140        | 12         |
| 2012                                                                            | 5810                 | 15 891 000 | 0.0            | 36         | 14            | 22            | 161                      |                      | 28         | 135        | 12         |
| 2015                                                                            | 5913                 | 16 518 000 | 0.0            | 47         | 18            | 29            | 125                      |                      | 36         | 133        | 13         |
| 2018                                                                            | 5952                 | 14 658 261 | 0.0            | 50         | 22            | 28            | 119                      |                      | 31         | 134        | 13         |
| 2020                                                                            | 6057                 | 14 767 853 | 0.0            | 59         | 28            | 31            | 102                      |                      | 34         | 124        | 17         |
| Fuente: Catholic-Hierarchy, que a su vez toma los datos del Anuario Pontificio. |                      |            |                |            |               |               |                          |                      |            |            |            |

## Episcopologio
- Victor Henry Thakur (27 de junio de 1998-3 de julio de 2013 nombrado arzobispo de Raipur)
  - Sede vacante (2013-2017)
- Peter Sebastian Goveas, desde el 22 de julio de 2017